# バニラビーンズ (アイドルグループ)
バニラビーンズ（VANILLA BEANS）は、日本の女性アイドルユニット。通称「バニビ」。
「北欧の風に乗って」をキャッチフレーズに、2007年にデビュー。2人組アイドルの系譜を継ぐ存在として活躍し、2018年までの11年間活動した。

## メンバー

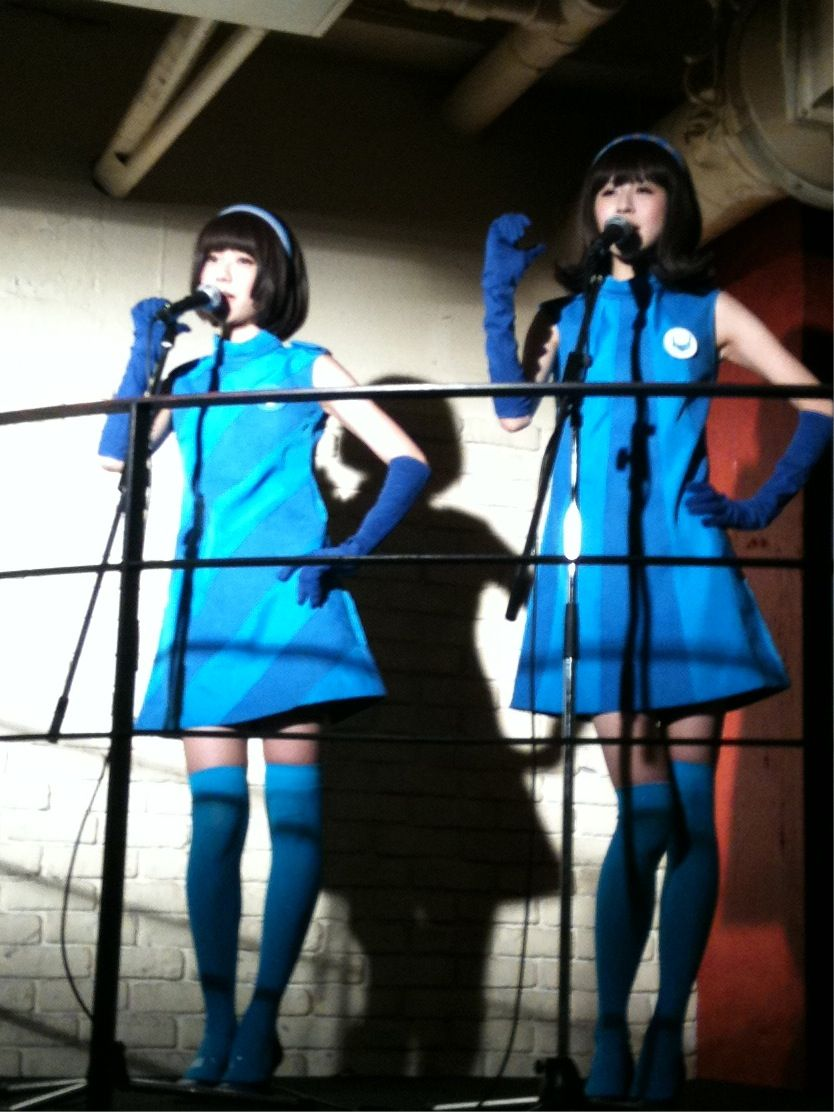
活動初期。左レナ、右リサ (2009年)

レナ（キノコ頭担当）
身長：166cm / 血液型：A型 / 星座：乙女座 / 誕生日：9月13日
自己紹介：「趣味はアイドル研究、愛読書はアイドル雑誌。今、いち押しのアイドルは…」
滋賀県信楽町（現・甲賀市）出身。過去にモーニング娘。の追加オーディションの受験経験があり、第3回追加オーディションでは早々と落選したものの、ラッキー7オーディションでは最終選考まで残った。なお、一時期このオーディションを受けたのは双子の妹だったという設定になっていた。また、AKB48にも応募し、書類審査で落ちている。
モーニング娘。のオーディションは「辻本はるか」という名前で受験していた。
アイドル好きとして音楽コミュニティサイトKawaii girl Japanの【アイドル好きが止まらない!!】に浦えりか（中野風女シスターズ）・愛川こずえ（DANCEROID）とともに参加。2010年から、いち押しのアイドルとして東京女子流の新井ひとみの名をあげることが多くなり、2011年5月の東京女子流のツアーのレポートもしている。
2013年4月より1年間めざましテレビのイマドキガールを務める。
解散後もタレント活動を続行し、2019年5月7日から2021年春まで古舘プロジェクトに所属。
2021年6月15日、一般男性との結婚を報告。
リサ（外はね頭担当）
身長：173cm / 血液型：B型 / 星座：水瓶座 / 誕生日：1989年2月8日
自己紹介：「趣味は海外旅行とお買い物、好きな街はパリとカンヌと…」
東京都出身。リアルセレブ。モデルに憧れていたが、知り合いの知り合いであった所属事務所フラワーレーベルの戸練直木社長（いわゆるちょいワル社長）に「モデルの仕事もあると半分だまされてバニラビーンズに加入させられた」。
ピアノを17年間習っていた。大学卒業後からランニングをするようになる。
バニビ解散後も芸能活動を継続する傍ら、実家の日本料理店経営を兼業。しかし、2020年東京オリンピックに伴った再開発の事情で店舗が立ち退きに。その後はケータリング事業や、大沢伸一や湘南乃風の若旦那らが共同オーナーを務めるカフェ経営に店長として携わった。 
2020年10月20日、一般男性との結婚を報告。2022年12月末、第1子女児出産を報告。

### 元メンバー
リカ
初期のスターティングメンバー。2008年春までの約8ヶ月半在籍。「麻衣愛」を参照。

## 略歴
- 2007年7月4日、レナとリカにより、ジャケット撮影で訪れたデンマークの日本大使館で事実上の1stライブ。
- 2007年10月3日、レナとリカにより、1stシングル「U ♡ Me」をリリース。
- 2008年3月27日、第1期メンバーのリカが脱退。第2期メンバーのリサが加入し、現在のメンバー構成となる。
- 2008年5月21日、2ndシングル「ニコラ」をリリース。リサ加入後、初のシングルである。
- 2009年1月28日、3rdシングル「サカサカサーカス」をリリース。
- 2009年2月25日、1stアルバム『バニラビーンズ』をリリース。
- 2009年9月9日、4thシングル「LOVE&HATE」をリリース。
- 2009年10月28日、1st DVD『バニラビーンズ プロデュース会議DVD』をリリース。
- 2009年12月23日、代官山UNITにて1stワンマンライブ『北欧の風 Vol.1 代官山は夜の6時』を行う。
- 2010年5月19日、ミニアルバム『Def&Def』をリリース。
- 2010年9月7日 - 9日、上海万博日本館でライブ。
- 2010年9月22日、ベストアルバム『VaniBest』をリリース。
- 2010年11月5日、宇都宮CLUB惑星での初のCLUBイベント[15]、レナとリサが初めてDJをした。
- 2010年12月4日・5日、台北市の「第8回まつりイン台湾2010」にてライブ。
- 2010年12月30日、代官山UNITにて2ndワンマンライブ『バニラビーンズ　ワンマンライブ 北欧の風Vol.2 “大晦日には早すぎる〜大忘年会バニ越しビーンズ！”』[16]を行う。
- 2011年6月29日、タワーレコードが立ち上げたアイドルレーベル「T-Palette Records」の第一弾シングルとして「天国への階段」をリリース。
- 2011年7月20日、アルバム『バニラビーンズII』をリリース。
- 2011年9月25日、代官山UNITにて3rdワンマンライブ『バニラビーンズ　ワンマンライブ 北欧の風Vol.3』を行う。
- 2012年1月12日、レプロエンタテインメントと業務提携を発表。
- 2012年1月18日、シングル「トキノカケラ」をリリース。
- 2012年4月11日、シングル「チョコミントフレーバータイム」をリリース。
- 2012年6月17日、渋谷WWWにて4thワンマンライブ『バニラビーンズ　ワンマンライブ 北欧の風Vol.4』を行う。
- 2012年6月26日、写真集『月刊NEO バニラビーンズ』を発売。
- 2012年7月4日、シングル「ノンセクション」をリリース。
- 2012年10月3日、ワンマンライブDVD『デビュー5周年ライブ＠渋谷WWW』をリリース。
- 2012年11月7日、アルバム『バニラビーンズIII』をリリース。
- 2012年12月1・2日、フランストゥールーズにて行われるToulouse Game Show にライブ出演。
- 2013年5月8日、シングル「マスカット・スロープ・ラブ」をリリース。
- 2013年10月16日、シングル「プリーズミー・ダーリン」をリリース。
- 2014年4月23日、シングル「ワタシ・・・不幸グセ」をリリース。
- 2014年6月13日〜16日、香港のTravel Expoに出演。
- 2014年6月18日、シングル「きっといい場所（フチ）/絶対パンティーライン」をリリース。
- 2014年11月11日、シングル「有頂天ガール」をリリース。
- 2014年12月18日、恵比寿LIQUIDROOMにて5thワンマンライブを行う。
- 2015年2月3日、アルバム『バニラビーンズIV』をリリース。
- 2015年5月8日、渋谷club asiaにて6thワンマンライブを行う。
- 2015年8月29日、渋谷club asiaにて7thワンマンライブを行う。
- 2015年11月18日、avexからのメジャー再デビュートリプルA面シングル「女はそれを我慢しない / ビーニアス / lonesome X」をリリース。
- 2015年11月21日、渋谷club asiaにて8thワンマンライブを行う。
- 2016年2月3日、アルバム『バニラビーンズV』をリリース。
- 2016年3月18日、東京キネマ倶楽部にて9thワンマンライブ〜Say Goodbye？さよならなんて云えないよ〜を行う。
- 2016年9月28日、篠原ともえとのユニット「シノバニ」としてシングル「おんなのこ☆おとこのこ」をリリース。
- 2016年11月19日、渋谷Gladにて10thワンマンライブを行う。
- 2017年3月19日より、10周年に向け初の定期公演「バニラビーンズ定期公演 〜Road to 10th Anniversary〜」を行う。
- 2017年5月28日、第2回定期公演。
- 2018年8月1日、母体であるプロダクション「フラワーレーベル」の解散が決定[17]。ユニットもそれに伴い、同年10月に解散することを発表[18]。
- 2018年9月18日、約3年ぶりのラストシングル「going my way」を、古巣T-Palette Recordsからリリース。
- 2018年10月6日・7日、ラストライブを2日間にわたって開催。1日目は渋谷duo MUSIC EXCHANGEにて、ワンマンライブ「バニラビーンズ ラストライブ -adieu-」を[19]、2日目は新宿ReNYにて「T-Palette Records Presents バニラビーンズに感謝祭 ～Final Innocence～」を開催し[20]、11年間の活動に終止符を打ち、北欧に帰っていった（公式設定上の解散表現）[21]。

## 基本設定
- 「北欧の風に乗って」やってきた、「清楚でイノセンスな雰囲気」の女の子ユニットという設定。MCでも基本的にその設定に従ってトークをするが、結成からしばらくは意図せずに設定と矛盾する話をしてしまい、笑いを誘うことも多かった。後に、この設定をネタとして笑いを取るようになっている。
- 髪形が基本的に変化しないのも事務所の方針である。
- 音楽評論家四方宏明のコラム「All About テクノポップ」ではアキシブ系に分類されていた[22]。
- 基本的にオシャレトロ（おしゃれなレトロ）を目指しているため、曲と衣装は1960〜1970年代を感じさせるものが多い。
- ライブでは登場のテーマ曲がある。1stアルバムまではシックスペンス・ノン・ザ・リッチャーの「Kiss Me」（日本語版ではない）が使われた。

### 衣装
- 曲ごとに服装が固定され、次のCD（シングル、アルバム）まで変化しない。ほとんどAラインのワンピースである。また他に服を持っていないという設定になっていて、移動などもそのまましている。
- それぞれの衣装はCDのジャケット、PVなどで確認できる。DVDのインストアイベント「着せ替えバニビ」などで2009年までの衣装一覧が公開された。その中には雑誌UTBで2008年一般公募され採用された衣装デザイン2組もはいっている。
- 身長が高いこともあり、第1期からモデルとしての活動も視野に入れている。第2期は雑誌「Modesty」での特集グラビアが最初になった。またその縁でリサは「Modesty」第2号（フランス特集）にパリなどの紹介記事を2ページ書いている。

## 宣伝活動
所属事務所社長が広告代理店会社社長でもあるため（朝日新聞の記事などを参照）、独自の宣伝活動が話題になることが多い。
- 2ndシングル「ニコラ」のプロモーション活動として、渋谷、原宿、秋葉原などでトラックの荷台のガラス張り（正確にはビニール張り）の部屋で生活する（実際には二人でソファーに座って雑誌を読む、お菓子を食べるなど）という「トラック生活」をし、一部で話題になった[24]。交通法規上駐車中しか荷台にいられないので、走行中は第1期の衣装を着た人形がソファーに座っていた[25]。3rdシングル、1stアルバムリリースのプロモーションとしても実行された。このときの人形の服装は「ニコラ」の時の衣装になった。
- 4枚目のCDシングル「LOVE&HATE」のプロモーションは「スウェーデン巡礼」と称して、8箇所のインストアイベント会場にスウェーデンの都市名をつけたスタンプラリーをした[26]。最後のタワーレコード渋谷店にはマルメの名がつき、ゲストとしてカジヒデキが参加。このマルメのイベントで、ファーストワンマンライブを行うことを告知した。買う枚数によってイベント特典が違い、1枚では握手だが、4枚では各会場ごとに異なるポーズでの3ショット、さらに2枚の特典では本人たちからの「なでなで」「ビンタ」を選べるとなって、評判になる。また、秋葉原のドーナッツ店でCD購入者に「バニラビーンズ」味のドーナッツをプレゼントしたり、2人が時間限定店員をしたりというプロモーションもした[27]。
- シングル「LOVE&HATE」にさきがけ、いわゆる渋谷系の代表的楽曲3曲をカヴァーして配信限定でリリースしたが、このとき、タワーレコード渋谷店にて新衣装でのマネキン生活を3日間送った。これは、衣装展示の人形の代わりにショーケースの中にはいる（途中休憩あり）というものであった[28]。スポーツ紙にも記事が載った。
- 「LOVE&HATE」からmixiでもプロモーション活動をはじめる（2009年8月19日より）。この際に、9月18日までの1ヶ月でマイミク5000人登録したら（ちょいワル）社長の車（ポルシェ・カイエン）を広告用のいわゆる痛車にすると公約した[26]。一方で5000人いかなかった場合にはメンバーの自家用車、自転車を痛車にするということになり、9月1日にそれを告知し、『(宣伝で)自分の車を痛車にしたくない』という意図の発言と思われる「でも痛車は本当に絶対嫌だけど」と書いたブログを公開したところ、「痛車を罰ゲームに使うな」等、痛車オーナーらからの反応が相次ぎ、ブログが炎上した。
- DVDの発売記念には「着せ替えバニビ」と称して、5箇所の会場でそれぞれ異なるそれまでの「私服」を着て、そのときのCDの曲を披露するインストアイベントを行った[29]。購入者特典は、その前のCD発売イベントで選ぶ人が少なかったため「なでなで」がなくなり、握手と「ビンタ」とプレゼント抽選となった。なお、一番初めの会場では掟ポルシェを迎え「プロデュース会議番外編」を行った。
- 2010年3月中旬よりロート製薬の制汗消臭剤ロートリフレアD&DのTV-CMに出演、タイアップ曲「D&D」も歌う[30][31][注 2]。フジテレビ系列のSMAP×SMAPのCM枠などでオンエアされる。衣装が白地に水色の曲線の模様が入ったワンピースとなる（ミニアルバム『Def&Def』のジャケットに採用）。なお、このCM出演についてはファン向けにはちょいワル社長によってTwitterを使って公表された。
- CMタイアップ曲「D&D」を含むミニアルバム『Def&Def』の発売イベントは、「完全ガードハグ会&握手会」と題して防護服を着込んだバニラビーンズの二人が参加者をハグするというものとなった。このイベントのあとには「握手&リフレアD&D直塗りぬりぬり講習会」と題するイベントも渋谷タワーレコードで行われた[32]。
- 『Def&Def』の宣伝を兼ねてフリーペーパー「超月刊バニラビーンズ」を作成、渋谷や原宿、秋葉原の街頭で本人たちが無料配布するなどした。内容はプロインタビュアー吉田豪によるインタビューや南海キャンディーズの山ちゃんによるアイドル診断室など。ちなみに、吉田豪は第1期の最初の頃にインタビューを行ったが「当時はコンセプトが固まっていなかったために、何を聞いてもはっきり答えてもらえなかった」と「豪さんのポッド」などで述懐している。
- 2010年9月にはベストアルバム、新曲の宣伝をかねて、CMをしていたロートリフレアD&Dで「バニラビーンズ 24時間ニオわない?」と題した実験を、2010年8月27日（日比谷）から28日（渋谷）にかけておこなう。基本的にはトラック生活で、ustream配信による実験経過の公表と、Twitterに連動した参加型イベントであった。24時間後に通行人の女性5人の審査で、1回塗った後、24時間脇のにおいがしないということが確認された[33]。
- ベストアルバムの発売日には渋谷タワーレコード前でチンドン屋を伴った街頭宣伝をした[34]。宣伝用冊子「超月刊バニラビーンズ」第2号がコミック誌となり配布された。コミックの執筆陣は華月すず、永野あかね、木村豪、永澄田えま。また、インストアイベントとしては「SMK」にちなみ、（週末）「キック」と称して二人がムエタイの格好をし、ファンを蹴った[35]。スタンプラリーの賞としてジャケットにキスマークを付けた。恒例のトラック生活も行う。
- 2010年10月移動式書店「リヤカーブックス」の秋葉原出張出店での一日店長を務める[36]。
- 「天国への階段」のリリース日にはタワーレコード渋谷店を掃除した[37]。
- アルバム『バニラビーンズII』リリースにあわせて「超月刊バニラビーンズ」vol.3が「オフィシャルガイドブック」として製作され、配布された[38]。
- ハーゲンダッツのアイスクリーム「バニラ&ビーンズ」を配布[39]。
- ムック「月刊NEOバニラビーンズ」の特典として足型を押して配布。それに合わせ連動したシングル「ノンセクション」の予約特典では手形を配布。またインストアイベントでは足つぼ押しをする。
- 2012年夏よりモバイルサイトでポイントシステムを行う[40]。ポイントは「バニビうらビ」公開放送回への参加応募などに使われる。
- 2012年10月3日、ワンマンライブDVD『デビュー5周年ライブ＠渋谷WWW』リリース日に明治記念館で金屏風を前に5周年記念の緊急記者会見を行う[41]。
- 2013年5月のシングル「マスカット・スロープ・ラブ」発売週にはジャケットでの写真家レスリー・キーとのコラボレーションを記念し、タワーレコード渋谷店にて「バニラビーンズ×レスリー・キー ポスター展」が開催される[42]。また、この曲のMVには画像の一部が徐々に変化していくブレインショックの手法が導入されている[43]。
- 2014年12月10日、「バニラビーンズ×おサイフケータイのスペシャルムービー」を発表[44]。
- 2015年2月3日、アルバム発売当日のイベントとして掟ポルシェをゲストに渋谷で節分の豆まきをした。
- 2015年10月3日、デビュー8周年を記念するイベント、およびインターネット放送を2.5Dで行う。ここでavexに移籍して発売する最初のシングルCDおよびアルバムの出荷枚数合計が1万5000枚を超えなければバニラビーンズを解散すると発表された[45]。なお、東京女子流の担当として以前から知り合いだった佐竹義康がavexでの担当であることも、当人が登壇して発表された。その後、精力的にプロモーション活動を行った結果、2016年2月20日に東京・渋谷マルイ8Fで行われたリリースイベントで1万5000枚に到達し、活動継続が決定した[46]。
- リサは2009年11月24日から、レナは1ヶ月後の12月24日からTwitterによる発信を始める。

## 活動
- 2009年11月20日より株式会社CerevoのWEB-CMに出演。発表当初から好評だったが、知らない人が多くCerevoギャルとも呼ばれたため、同社サイトに紹介ページが付け加えられることとなった[47]。
- 2010年FIFAワールドカップに出場するデンマークを応援するため、同国で有名な応援歌「Re-Sepp-ten」[48]をデンマーク大使館協力のもと（デンマーク語の原詩で）歌い、YouTubeで動画を配信[49]。結果として20万回以上視聴され、「デンマークで最も有名な日本の女の子」として新聞、テレビ、ネットニュースなどで報道される。また日本とデンマークが予選で同じE組になったため、2010年6月25日深夜、日本のデンマーク大使館での対戦試合のパブリックビューイングでライブを行ない、デンマークの応援をした（結果はデンマークが負けた）。
- 2010年9月に上海万博日本館にて全国商工会連合会が主催する「地域力宣言2010 in上海」と題するイベントのショーに出演[50]。抜擢されたきっかけはラジオCMの「百人一首」の歌であったという[51]。
- 2010年11月より、毎日コミュニケーションズの女子高生未来応援プロジェクト「OTONA LAB（オトナ＊ラボ、現JOL）」とコラボ[52]。
- 2011年3月より、東日本大震災の被災者救済のために西川貴教が立ち上げたプロジェクト「STAND UP JAPAN」に参加[53]。
- 2011年4月26日、氣志團リーダー綾小路翔の聖誕祭（於LIQUIDROOM）にてコーラスを務める[54]。なお綾小路翔は同年5月2日の宇都宮club惑星でのクラブイベントでも共演し[55]、また同月6日放送のONGAXに初トークゲストとしても出演している。
- 2011年6月3日、タワーレコードが立ち上げた新アイドルレーベル「T-Palette」への「アイドル業界初」ともいわれるレンタル移籍が発表された[56]。同時に、同レーベルの第一弾アーチストとして、同年6月29日に4曲入りワンコインシングル「天国への階段」（タイトル曲はレッド・ツェッペリンのカバー）、7月20日に15曲入りアルバム『バニラビーンズII』のリリースも発表された[57]。
- 2011年末、多摩川競艇場ガールズレーサー応援キャンペーンのナビゲーターに就任。2012年には7月17日から22日まで、また2013年には8月27日から9月1日まで、名前を冠した男女混合レース「バニラビーンズカップ」が開催された。
- 2012年12月1・2日に開催されたToulouse Game Showに参加、ライブを行う[58]。
- 3rdアルバムがバンドサウンドであることから「5周年記念対バンイベント」を企画。第一弾は2012年12月17日にバンドじゃないもん!とライブを行った[59]。
- 2013年春、レナが「ミスiD2014」の選考委員を務める。関連イベント「ミスiD2014前夜祭〜明日のアイドルの話をしよう会議〜」でライブをした[60]。
- 2013年秋、レスリー・キーの写真展「SUPER LOVE」に参加。
- 2014年6月、第28回香港国際旅行展示会（ITE）The 28th International Travel Expo[61]に関西コレクション紹介のため出演。
- 2014年6月28日、「国際麻薬乱用撲滅デー」都民の集いにプロレスラー蝶野正洋と共に参加[62]。
- 2014年9月、日本骨髄バンクの骨髄バンクドナー登録推進キャンペーンの「TEAMダイジナトコロ」にNegicco、LINQ、ベイビーレイズらとともに参加。

## エピソード
- 「Afternoon a Go-Go」はレナ、「Shopping ☆ Kirari」はリサを題材にした曲で、PVのアニメはサンライズ製作である。
- 2008年夏に事務所の先輩の河口恭吾の「ただいま」のPVに宇宙人役で出演。
- 今後どうしたらいいかを議論しようという名目で、2008年11月29日に「バニラビーンズプロデュース会議」というイベントがNaked Loft（新宿ロフトプラスワン参照）で行われた。
- 「プロデュース会議」のネット放送などでの好評に味を占めた事務所は2009年5月15日「バニラビーンズ　プロデュース会議2」（阿佐ヶ谷ロフト）を企画。ゲストは掟ポルシェ（今回も実際には司会）に加え、漫画家・コラムニスト辛酸なめ子、元ピチカート・ファイヴの小西康陽、さらに映画『腐女子彼女。』の監督兼重淳である。
- 2009年5月、映画『腐女子彼女。』の縁で、クリプトン・フューチャー・メディアの協力のもと「恋のセオリー」のリミックスコンテストが行われる。結果は同年10月1日に発表された。
- 2009年6月7日に初のバニラビーンズ主催イベント（「“北欧へ行くつもりじゃなかった”」渋谷タワーレコードのインストアイベント）が開催される。ゲストはサイプレス上野とロベルト吉野である。ここで4枚目のCDシングル「LOVE&HATE」（作詞カジヒデキ）が9月9日に発売されることが告知された。なお、このシングルにはソロ曲があり、そのためLOVE（レナ）バージョンとHATE（リサ）バージョンのふたつがある。なお、レコード会社ではこの曲から「第2期バニビ始動」として展開した。
- バニラビーンズ初のDVDは音楽のPV集ではなく、プロデュース会議の再現など、ドキュメンタリーとして製作された。このために2009年8月はじめにファンを募り、阿佐ヶ谷ロフトでプロデュース会議の収録を行う。
- 1stシングル「U ♡ Me」のPVはデンマークで撮影された。
- 2009年11月23日に「最後の」プロデュース会議(「プロデュース会議ファイナル!?」)を新宿ロフトプラスワンで行う。司会は掟ポルシェ、「もうプロデュースする必要はない」ということで、第一部はどのようにメディア対策をするべきかというテーマとなった。前半はサイコロトーク、マネージャーも参加した大喜利などが行われる。第二部からは当初設定はなかったがゲストとして吉田豪が参加。日常を写真で紹介するコーナーではリサのかわいい写真に注目が集まる。
- 1stワンマンライブにはオープニングゲストとしてキノコつながりで、以前対バンしたバンド、キノコホテルが参加。なお、キノコホテルは同じレコード会社から2010年アルバムデビューする。
- 1stワンマンライブでは登場の曲がミラクル・バスの武藤良明により生演奏される。アンコール含め15曲を歌う。
- 1stワンマンライブで発売されたオフィシャルの2010年カレンダーに初めて公式に二人の誕生日が記述された。

## 作品

### 配信限定シングル
- Afternoon a Go-Go（2008年8月27日、TWEB-132）
- Afternoon a Go-Go -We Love You MIX-（2008年9月24日、TWEB-149）
- Shopping ☆ Kirari（2008年10月29日、TWEB-150）
- Shopping ☆ Kirari 〜掟ポルシェ+Dr.USUI Waterfront Mix〜（2008年11月26日、TWEB-152）
- あしたはあしたの夏がくる（2008年12月24日、TWEB-154）
- あしたはあしたの夏がくる 〜掟ポルシェ＋Dr.USUI Death Techno Mix〜（2009年1月28日、TWEB-156）
- 恋のセオリー（2009年4月29日<4月9日先行配信>、TWEB-158）
- ラ・ブーム 〜だってMY BOOM IS ME〜（2009年8月19日） - カジヒデキの同名曲のカバー
- 接吻（2009年8月19日） - ORIGINAL LOVEの同名曲のカバー
- 東京は夜の七時（2009年8月19日） - ピチカート・ファイヴの同名曲のカバー
- Sweet life（2017年2月1日） - biceが生前作曲していた曲[65]（bice「光の中へ[注 10]」の歌詞を変えたカバー）
- ネッコ〜わたしのモノ〜（2017年12月20日）

### アルバム
1. バニラビーンズ（2009年2月25日：TKCA-73412）
2. バニラビーンズII（2011年7月20日：TPRC-0002）
3. バニラビーンズIII（2012年11月7日：初回限定盤TPRC-0024・通常盤TPRC-0025）
4. バニラビーンズIV（2015年2月3日：初回限定盤TPRC-0125・通常盤TPRC-0124）
5. バニラビーンズV（2016年2月3日：初回限定盤AVCD-93324/B・通常盤AVCD-93325）

### ミニアルバム
1. Def & Def（2010年5月19日：TKCA-73527）

### ベストアルバム
1. VaniBest（2010年9月22日：TKCA-73558）
2. VaniBest II（2017年12月6日：CD+Blu-ray盤AVCD-93780/B・CD+DVD盤AVCD-93779/B・CD盤AVCD-93781）

### 参加アルバム
- キラキラ♡魔女っ娘♡cluv（2010年2月10日：P-Vine XNAE-10023/4/B）（初回特典はコメント収録CDの封入）
アニメ主題歌をクリエイターがリメイクしアイドルが歌うコンピレーションの2枚組に参加
発売記念のライブイベント（2010年3月14日、SHIBUYA-AX）にも参加、このときは「LaLaLa〜くちびるに願いをこめて〜」はライブバージョンで歌った
Disk1-09：不思議色ハピネス（魔法のスターマジカルエミ OP）、バニラビーンズ×石井マサユキ（TICA）名義
Disk2-06：LaLaLa〜くちびるに願いをこめて〜（魔法のステージファンシーララ OP）、バニラビーンズ×SEXY-SYNTHESIZER名義
- 盗んだバイクで天城越え（2010年4月21日：ユニバーサルミュージック IDCA-1044）（初回特典は製作現場映像などのDVDの封入）
ロマンポルシェ。の5年半ぶりのアルバムにゲスト参加し、PVにも参加
レコ発のライブ（2010年4月29日、新宿LOFT）にゲスト出演
ロマンポルシェ。がゲスト出演したトクマルシューゴのUstream放送（第1回、2010年4月16日深夜）にシークレットゲストとして出演
01：ハイスクールララバイ（Track：NEWDEAL）
- Limited addiction（2012年3月14日、avex trax AVCD-38435/B、AVCD-38436/B、AVCD-38437）
東京女子流の2ndアルバムに参加。2012年2月4日に記者会見を行い、この事実を発表した[66]。
08：眩暈 feat. バニラビーンズ
- アイドルばかりピチカート -T-Palette Records×KONISHI yasuharu-（2015年4月22日、徳間ジャパン、TKCA-74215）
ピチカート・ファイヴの曲をT-Palette Recordsのアイドルが歌うアルバム。3曲歌唱、収録。
03. 私のすべて
04. イッツ・ア・ビューティフル・デイ
11. スウィート・ソウル・レヴュー

### DVD
- バニラビーンズ プロデュース会議DVD（2009年10月28日：TKBA-1131） - カメラ＆編集にディレクター：手塚一紀（Kazunori Tetsuka）のクレジット表記あり
- バニラビーンズ ワンマンライブDVD デビュー5周年ライブ＠渋谷WWW（2012年10月3日：TPRD-0001） - 新曲3曲のPVを含む

### アナログ盤
- スコーネの花が咲いている／ジュエルメモリーズ（2013年｜TPRV-0008）
- sweet life / River Deep Mountain High（2017年｜SZDW-1034）※ザ・ペンフレンドクラブとのスプリット盤

## タイアップ
| 年     | 曲名                                            | タイアップ |
| ------ | ----------------------------------------------- | --- |
| 2008年 | ニコラ                                          | 日本テレビ系列『歌スタ!!』5月の“お題歌”                                                                                |
| 2009年 | サカサカサーカス                                | RKB毎日放送『今日感テレビ・日曜版』2009年度年間オープニング曲 NHK総合『NHKミニミニ映像大賞』オープニング曲・CMソング   |
| 2009年 | 恋のセオリー                                    | 映画『腐女子彼女。』主題歌                                                                                             |
| 2009年 | LOVE&HATE                                       | NHK総合『NHKミニミニ映像大賞』エンディング曲                                                                           |
| 2012年 | チョコミントフレーバータイム                    | 日本テレビ『音龍門』2012年4月度「Baby Dragon's Gate」 CBCラジオ『さゆりんの音楽楽園』2012年4月度エンディングテーマ     |
| 2014年 | コップのフチ子公式ソング きっといい場所（フチ） | T-パレ&タワレコ×コップのフチ子キャンペーン“NO MUSIC, NO FUCHICO?”公式ソング TOKYO MX『温泉のフチ子』エンディングテーマ |

## 出演

### インターネットテレビ
- バニビうらビ（2008年5月 - 2015年）

ほぼ毎週生放送。
ただし2008年4月27日の第0回にあたる試験放送から第6回までは日曜日に放送。
第7回から第110回までは主に火曜日20時30分から放送。
2008年9月8日、「AKIBAッテキ!!!」枠で1時間の特別編を放送。
2009年9月23日にはメールサーバの不調で投稿がない状態で放送。
2010年3月2日には放送用サーバのトラブルで初めて予定していた放送を中止。
2010年5月19日には番外編「バニビうらビ 今夜はダダモレ 〜バニビ猛省会」をUstream放送。
2010年10月5日（第99回）よりustream放送に切り替え。
2011年1月14日（第111回）金曜日お台場レインボースタジオから公開生放送。
2011年1月27日（第112回）より木曜日放送、毎月1回（通常第4週）はお台場レインボースタジオから公開生放送となる（2012年末まで）。
2011年9月15日にはリアルスペース『2.5Dスタジオ』から2.5Dと同時公開生放送。

過去の主なコーナー（順不同、ほとんどに「バニラビーンズ（の）」が頭につくが省略した）
- リサの北欧講座（北欧のブランド、製品の紹介、語学講座など）
- 今週のお知らせ
- スイーツコーナー（コンビニなどで見つけたお菓子について食べ比べなどをする）（〜第29回）
- お悩み相談室（視聴者からメールで届いた悩みを解決する）（〜第29回）
- レナのアイドル講座（レナが気になっている若手女優、アイドルを紹介する）（第30回〜第74回は名前順、以後不定期）
- レナのラーメン講座（レナが実際に食べておいしかったラーメンを紹介する）（第75回〜）
- お題コーナー（前の週に提示されるお題に沿ってメールを募集する）（第30回〜）

- ニコニコ動画「踊ってみた」
  - 話題づくりのために2009年7月頃から告知なしにいくつかの駅で本人たちが自分たちの曲を「踊ってみた」映像をあげていたのだが、ほとんど視聴されず、ついに9月24日サエキけんぞうのプロデュースするアイドルイベントでこの事実をカミングアウトした。
- GiRLPOP×2.5D「バニラビーンズショーケース“欲張りTV”」（会場：渋谷2.5Dスタジオ）
  - Vol.1 （2014年4月9日）ゲスト：東京女子流
  - Vol.2 （2014年5月22日）ゲスト：ベイビーレイズ
- タワレコ渋谷洋楽第二企画室（2014年4月 - 2017年3月、会場：タワーレコード渋谷5F特設ステージ）リサのみ
- 「シノxバニ」（2015年4月 -、テレ朝動画）情報番組、篠原ともえを社長とする広告企画会社社員役
- ライムスター宇多丸の水曜 THE NIGHT (AbemaTV、2016年4月13日-2018年9月28日) アシスタント。いずれか1名出演。

### テレビ
- AKiBAッテキ!!（SkyPerfecTV エンタ!371、2008年6月2日ゲスト、2008年9月8日メイン）
- 音楽戦士（地上波 日本テレビ系列、2009年9月4日深夜ゲスト）
- SPACE SHOWER MUSIC UPDATE（スペースシャワーTV、2009年11月11日ゲスト）
- U・LA・LA@7（TOKYO MX、2009年12月9日ゲスト）
- NHKミニミニ映像大賞（NHK、2009年12月12日アシスタント、OP/ED、2010年12月18日） - 2010年は広報ポスターにも登場した
- 小熊のベア部屋（地上波 日本テレビ系列、2010年2月15日ゲスト）
- MUSIC JAPAN（NHK、2010年5月30日「アイドル大集合!」ゲスト） - 公開収録2010年5月17日[67][68]
- まっつぐ〜鎌倉河岸捕物控〜（NHK、2010年7月3日放送） - レナのみ:建具師の娘おえみ役（初ドラマ出演）
- ワンセグランチボックス（NHKワンセグ2、2010年7月15日） - 生ゲスト出演
- おどツタ!（NHK教育、2010年8月4日 - 6日、再放送2010年8月18日） - 中学生向けダンス教育番組進行役、パパイヤ鈴木と共演。
- V-Clips（テレビ埼玉、2010年11月1日）
- ONGAX Friday〜Uki's room（千葉テレビ、2010年9月、11月） - 11月12日放送分は千葉商科大学学園祭で公開収録（2010年10月31日）。学園祭初参加。
- イチハチ（MBS、2011年1月12日、19日） - 「お坊ちゃまお嬢様芸能人1決定戦2011年初顔8人SP」リサのみ
- ONGAX（千葉テレビ、2011年4月2日 - 2012年3月30日） - レギュラーパーソナリティー
- 水曜エンタ!笑う経済白書 THE ピンキリ SHOW（TBS、2012年3月6日） - リサのみ
- つながるGO!GO!（J:COM、2012年6月28日）
- めざましテレビ 「イマドキ」（フジテレビ、2013年4月1日 - ） - レナがイマドキガールとしてレギュラー
- うたなび!（TOKYO MXなど、2013年4月 - 2017年3月） - レギュラーアシスタント、レナとリサが月替わりで交互に出演
- 未来定番曲（テレビ埼玉など、2014年5月7日、同6月11日、2016年1月）
- ミュージックドラゴン（日本テレビ、2015年2月7日） - ドラゴンズ・アイのコーナーに登場
- ごちそんぐDJ （NHK教育、2016年12月13日「パンプキンぜんざいの回」）

### ラジオ
- バニラビーンズのLove&Hate（お台場レインボーステーション、2009年7月10日 - 2013年3月22日）月1回（主に第2金曜日）初のラジオレギュラーパーソナリティー
- digi-POP FOCUS「バニラビーンズの北欧通信?!」（スカパー! STAR digio 400ch、2009年10月5日 - 2010年3月）
- シナプス「目指せ!美本語マイスター」（Tokyo FM、2010年11月30日 - 12月21日）コーナー期間限定レギュラー
- RADIO SESSIONS「バニラジオ」[69]（JFN、2011年1月 - 2012年3月）毎月第1週担当
- 尾張ナゴヤは猫で持つ!?〜2012春・期待のガールズ大集合〜（CBCラジオ、2012年3月17日）アイドル系特番、パーソナリティー
- バニラビーンズの「バニRADIOの時間」（エフエム富士、2012年7月2日 - 2014年3月）GIRLS♥GIRLS♥GIRLS-RED ZONE-枠内、2013年5月6日の公開収録ライブにも参加
- CBCラジオガールズ特番〜尾張ナゴヤは猫で持つ!?!?〜（CBCラジオ、2012年12月29日）アイドル系特番、パーソナリティー
- 「バニビのカラオケを使う設定で!」（TBSラジオ、2013年1月3日 - 2014年12月25日）ミュージックナビ〜昨日と今日との交差点〜内のカラオケをテーマとしたコーナー
- バニラビーンズの俳句っちゃお〜!（FM愛媛、2013年1月6日深夜 -）
- 「バニラビーンズのガーシービーンズ」（FM滋賀、2013年1月 -）Rookies「KINAKOの部屋アイドル玉手箱」内、毎月1回レギュラー
- 高橋芳朗 星影JUKEBOX（TBSラジオ、2013年4月7日 - 2014年3月30日）リサのみ、レギュラーパーソナリティー[70]
- NACK5 special「チャンカワイ　J-POPの神様～聴いてまうやろ！〜 vol.1」（NACK5、2017年4月2日）レナのみ

### ライブ・イベント
（ゲスト出演は多いため、ワンマンなどの主催、あるいはゲストの場合大規模なもののみ）
- ファーストワンマンライブ「北欧の風 Vol.1 代官山は夜の6時」（2009年12月23日、代官山UNIT）
- TOKYO IDOL FESTIVAL 2010 @Shinagawa（2010年8月7日・8日、品川）
  - 8月6日の前夜祭ライブ、8日の後夜祭（フジテレビCS「アイドリング!!!」の番組収録）にも参加
  - 物販で販売された「バニビーチク」が話題となる[71]
  - DVDにはバニラビーンズのライブ映像が初めて収録されている。
- 神宮外苑花火大会（2010年8月19日、神宮球場ステージ）
- 地域力宣言2010 in 上海（2010年9月7日 - 9日、上海万博日本館ステージ）
- CLUBバニラビーンズ@宇都宮（2010年11月5日 - 6日、宇都宮CLUB惑星） - 初めてDJをした
- 「第8回まつりIN台湾2010」（2010年12月4日 - 5日、台北市新光三越信義地区）
- セカンドワンマンライブ「北欧の風 Vol.2 大晦日には早すぎる〜大忘年会バニ越しビーンズ!」（2010年12月30日、代官山UNIT）
- アイドル・フェスティバル in ヒビヤ（2011年5月21日、日比谷野外音楽堂） - こどもビーンズが初出演[72]
- TOKYO IDOL FESTIVAL 2011 Eco & Smile（2011年8月27日・28日、お台場） - 前夜祭、後夜祭にも出演[73]
- サードワンマンライブ「北欧の風 Vol.3」（2011年9月25日、代官山UNIT）
- 第8回東京国際ミュージックマーケットショーケースライブ（2011年10月27日、品川ステラボール）[74]
- ドルスタスペシャル Tokyo Idol Carnival ver.1 （2011年11月19日、中野サンプラザ）
- アイドル横丁祭!!supported by TOP YELL （2011年11月26日、渋谷公会堂）[75]
- The PLANET Opening Party Vol.37 NIIGATA IDOL SUMMIT vol.2（2011年12月26日、新潟The PLANET）東京女子流とのコラボレーションをした[76]
- NOEL & GALLAGHER "PLAY LOUD" RELEASE TOUR in NIIGATA（2012年2月11日、新潟PLANET）
- YATSUI FESTIVAL（2012年2月18日、渋谷duo）
- TOWER RECORDS Presents Pop'n アイドル（2012年2月28日、Zepp Tokyo）司会進行役も務めた、Vol.2（同年6月23日）にも出演
- POP SONG 2 U（2012年3月19日、西麻布eleven）
- MEME TOKYO FESTIVAL 2012（2012年3月31日、渋谷WWW）
- 栄ミナミ音楽祭'12（2012年5月12日、栄）
- Sapporo idol summit 2DAYS（2012年5月31日・6月1日、札幌sound Lab MOLE）
- T-Palette Records 1st. Anniversary Live（2012年6月9日、原宿アストロホール）[77]
- 4thワンマンライブ「北欧の風 Vol.4」（2012年6月17日、渋谷WWW）
- アーバンギャルドの病めるアイドル五番勝負!!!!!「第四話：北欧の風、心の風邪 VS バニラビーンズ」（2012年7月17日、渋谷takeoff7）
- ニベア花王 8×4MEN presents TBSラジオ『タマフル＆申し訳・サマーフェス2012』（2012年7月20日、代官山UNIT）
- TOKYO IDOL FESTIVAL 2012（2012年8月4日・5日、お台場特設会場）
- ウルトラパンチLIVE!!（Vol.1：2012年8月12日、大阪梅田芸術劇場シアター・ドラマシティ、Vol.2：9月8日、渋谷CLUB QUATTRO）
- 渋谷dd宣言（2012年11月28日、渋谷AX）[78]
- T-Palette Records 感謝祭2012（2012年12月9日、品川ステラボール）
- バニラビーンズ5周年記念対バン企画 風は吹くのか!? Vol.1〜バニビ、バンドでやるもん!〜（2012年12月17日、新宿ロフト）- バンドじゃないもん!と対バン[79]
- TBS RADIO presents（有）申し訳ないとSP@代官山UNIT（2012年12月28日、代官山UNIT）
- 企画展「メディア / アイドルミュージアム」ミニライブ（2013年1月19日、SKIPシティ“彩の国ビジュアルプラザ 映像ミュージアム”）
- バニラビーンズ5周年記念対バン企画 風は吹くのか!? Vol.2〜ドキドキの風〜（2013年3月8日、新宿ロフト）- 7!!と対バン[80]、ライブに先立ちニコニコ生放送を行っている。
- シブヤファッションフェスティバル.3（2013年3月23日、宮下公園特設ステージ）[81]
- バニラビーンズ5周年記念対バン企画 風は吹くのか!? Vol.3〜シンジュク・トゥ・ホクオウ〜（2013年5月1日、新宿ロフト）- カジヒデキと対バン[82]
- YATSUI FESTIVAL 2013（2013年6月22日、渋谷）
- バニラビーンズ5周年記念対バン企画 風は吹くのか!? Vol.4〜夢にまでみた東京は夜の七時〜（2013年7月5日、新宿ロフト）- 野宮真貴と対バン
- TOKYO IDOL FESTIVAL 2013（2013年7月27日・28日、お台場周辺特設会場）
- サマーソニック2013 SIDESHOW（2013年8月10日・11日、東京会場）[83]
- ダイノソニック（2013年8月24日、勝山市民会館）[84]
- バニラビーンズ5周年記念対バン企画 風は吹くのか!? Vol.5（2013年9月17日、新宿ロフト）- ザ・コレクターズと対バン
- バニラビーンズ5周年記念対バン企画 風は吹くのか!? 渋谷死闘編（2013年10月19日、タワーレコード渋谷店地下）
- シブカル夜。〜きのこ忍者 presents 今夜は、ねむレナイト！〜（2013年10月25日、タワーレコード渋谷店地下）- 夢眠ねむとレナにより結成された、きのこ忍者によるイベント
- T-Palette Records 感謝祭2013（2012年12月15日、ラフォーレミュージアム六本木）
- バニラビーンズ5周年記念対バン企画 風は吹くのか!? Vol.6（2014年1月17日、新宿ロフト）- 藤岡みなみ&ザ・モローンズと対バン
- 月刊爆弾ジョニー（2014年2月11日、新宿red cloth）上京したばかりの爆弾ジョニーと対バン
- 撃鉄presents！ライブハウスサーキット型イベント「下北沢パトロール」（2014年2月23日、下北沢）[85]
- バニラビーンズ5周年記念対バン企画 風は吹くのか!? Vol.7〜ファンキー4とビーンズ2〜（2014年3月13日、新宿ロフト）- Scoobie Doと対バン
- SAWA主催フェス「アイドルサワーソニック2014の2」（2014年4月11日、代官山LOOP）
- バニラビーンズ5周年記念対バン企画 風は吹くのか!? Vol.8〜麗しのグッドルッキングガイ&ビーンズ〜（2014年5月18日、新宿ロフト）- THE BOHEMIANSと対バン
- YATSUI FESTIVAL 2014（2014年6月21日、渋谷）
- TOKYO IDOL FESTIVAL 2014（2014年8月2日・3日、お台場周辺特設会場）
- バニラビーンズ5周年記念対バン企画 風は吹くのか!? Vol.9〜V.B.ニコルズは好奇心が旺盛〜（2014年8月4日、新宿ロフト）- D.W.ニコルズと対バン
- イナズマロックフェス（2014年9月13日、滋賀県）
- T-Palette Records 感謝祭2014（2014年10月4日、大阪IMPホール、12月13日、品川ステラボール）
- 5thワンマンライブ（2014年12月18日、LIQUIDROOM）
- 「絵本朗読会とミニコンサート 〜あなたにしか救えないいのちのために〜」（2015年3月28日、神戸国際展示場）- 日本医学会総会主催「未来医EXPO'15」内の骨髄バンクイベント
- 6thワンマンライブ（2015年5月8日、渋谷club asia） - 入場者に新曲2曲の入ったCDを配布
- Shimokitazawa SOUND CRUISING 2015（2015年5月30日、下北沢）
- TOKYO IDOL FESTIVAL 2015（2015年8月1日・2日、お台場周辺特設会場）
  - 第1回ミュ〜コミ+プラス アイドルしゃべれる女王決定戦でレナが優勝
- キャッチ ザ ビート 2015′（2015年8月29日、音霊 OTODAMA SEA STUDIO）
- 7thワンマンライブ（2015年8月29日、渋谷club asia） - ゲスト：篠原ともえ、入場者に新曲2曲の入ったCDを配布、AVEXからの再メジャーデビューを発表[86]
- J-GIRL POP WAVE -LIVE 2015 SUMMER-（2015年8月30日、Zepp Tokyo）
- 夏の魔物2015（2015年9月12日、青森県）
- 8thワンマンライブ（2015年11月21日、渋谷club asia）- 入場者にCDを配布
- T-Palette Records 感謝祭2015（2015年12月20日、新宿BLAZE）
- HIKARIGAOKA GIRLS POP WAVE（2016年1月23日、IMAホール）
- 9thワンマンライブ〜Say Goodbye？さよならなんて云えないよ(仮)〜（2016年3月18日、東京キネマ倶楽部）
- ギュウ農フェス（2016年3月26日 スタジオアルタ）
- YATSUI FESTIVAL 2016（2016年6月18日、渋谷The vision）　同日同会場のトリを務める。
- TIF2016（2016年8月5日 - 7日、お台場周辺特設会場）
- @JAM×ナタリー EXPO 2016（2016年9月24・25日、幕張メッセ）
- EMOTIONAL IDOROCK FES.（2016年10月8日、新宿ReNY）ベイビーレイズJAPAN デビュー4周年企画
- IDOL PARK Vol.1 in SEVEN PARK ARIO KASHIWA（2016年10月10日、アリオ柏スマイル・パーク）
- チャオ ベッラ チンクエッティLIVEツアー2016秋～Alive 4 U!!!!～EXTRA!!!!（2016年11月7日、TSUTAYA O-WEST） チャオ ベッラ チンクエッティとprediaとの3マンライブ。
- 10thワンマンライブ（2016年11月19日、渋谷GLAD）　異なるセットリストでの昼の部と夜の部の2部制。
- （有）申し訳AFTERNOON 20周年SP（2016年12月18日、代官山UNIT）
- バニラビーンズ定期公演vol.1 〜Road to 10th Anniversary〜（2017年3月19日、渋谷glad）　トークライブと音楽ライブの2部制
- TIF2017（2017年8月5日・ 6日、お台場周辺特設会場）
- @JAM EXPO 2017（2017年8月26日、横浜アリーナ）
- TIF2018（2018年8月4日・5日、お台場周辺特設会場）
- バニラビーンズ・ラストライブ -adieu-（2018年10月6日、渋谷duo MUSIC EXCHANGE）
- バニラビーンズに感謝祭 〜Final Innocence〜（2018年10月7日、新宿ReNY）

### CM、広告
- Cerevo-Cam、Cerevo-Life（株式会社Cerevo[87]）
- ロート メンソレータム リフレア D&D（ロート製薬　TVーCM、2010年3月中旬 - ）
- AU by KDDI 百人一首篇（KDDI　ラジオ-CM[88]、2010年5月初旬 - ） - 『百人一首篇 君がためver.』『百人一首篇 今こむとver.』『百人一首篇 ひさかたのver.』『百人一首篇 有明のver.』全4曲
- Vittel SPORTS MUSIC FACTORY（Vittel[89]、2010年5月19日 - ） - カルシウムマグネシウム-Soft、カルシウムマグネシウム-Hard
- 第8回NHKミニミニ映像大賞作品募集ポスター（NHK、2010年8月30日 -）
- 東京mediaナビゲーター（2010年10月 - ） - LAWSON店頭のデジタルサイネージのコンテンツ
- ワコール「シャキッとブラ」（2010年12月） - 店頭プロモーションムービー[90]のCMソング歌唱
- コンバース（2010年12月） - インタビュー[91]
- KAI RAZOR（2011年4月） - 美人パズルに参加、美人時計にも出演。
- パルコLOVE HUMAN.キャンペーン（2012年6月）
- MEKARA（メガネスーパー、TV-CM、2013年6月29日 - ） - 筧利夫と共演。
- ワコール「BRAGENICデビュー記念キャンペーン」（2016年2月） - レスリー・キー撮影によるビジュアルモデルの一組として[92]

### 映画
- 讐 〜ADA〜（2013年7月27日公開）[93]

## 出版物

### 写真集
- 『月刊NEO バニラビーンズ』（2012年6月26日発売）メンバーの美脚にフォーカスした写真集、DVD付の特装版がある

### 雑誌連載
- 『UP to boy』 Vol.189（2008年12月22日発売）（Vol.186よりVol.190まで毎号に登場、衣装募集など）
- 『CDジャーナル』（2015年6月20日発売号 -）「タワレコ“渋2”分室」としてリサが連載